# 2017-es San Juan-i műugró-Grand Prix-verseny
A Nemzetközi Úszószövetség (FINA) 2017-ben a 23. alkalommal rendezte meg május 4. és május 7. között a műugró-Grand Prix-versenysorozatot, melynek harmadik állomása a Puerto Ricói San Juan volt.

## Eredmények

### Éremtáblázat
| #        | nemzet             | arany | ezüst | bronz | összesen |
| 1        | Kína               | 5     | 3     | 1     | 8        |
| 2        | Egyesült Királyság | 3     | 0     | 0     | 3        |
| 3        | Japán              | 1     | 1     | 1     | 3        |
| 3        | Kolumbia           | 1     | 1     | 1     | 3        |
| 5        | Szingapúr          | 0     | 2     | 0     | 2        |
| 6        | USA                | 0     | 1     | 1     | 2        |
| 7        | Puerto Rico        | 0     | 1     | 0     | 1        |
| 7        | Franciaország      | 0     | 1     | 0     | 1        |
| 9        | Új-Zéland          | 0     | 0     | 3     | 3        |
| 10       | Brazília           | 0     | 0     | 1     | 1        |
| összesen | összesen           | 10    | 10    | 8     | 28       |

### Éremszerzők
| versenyszám          | arany                                                          | ezüst                                     | bronz                                  |
| férfiak              |                                                                |                                           |                                        |
| 3 m                  | Sebastián Morales                                              | Liu Cseng-ming (Liu Chengming)            | Jordan Windle                          |
| 3 m szinkron         | James Heatly / Freddy Woodward                                 | Sebastián Morales / Alejandro Arias Muñoz | Anton Down-Jenkins / Liam Stone        |
| 10 m                 | Matthew Lee                                                    | Hszü Cö-vej (Xu Zewei)                    | Taj Hsziao-hu (Tai Xiaohu)             |
| 10 m szinkron        | Taj Hsziao-hu (Tai Xiaohu) / Hszü Cö-vej (Xu Zewei)            | Jordan Windle / Ryan Hawkins              | Juan Reyes Abadía / Erick Caicedo Ruiz |
| nők                  |                                                                |                                           |                                        |
| 3 m                  | Csen Ji-ven (Chen Yiwen)                                       | Huang Hsziao-huj (Huang Xiaohui)          | Kaneto Rin                             |
| 3 m szinkron         | Huang Hsziao-huj (Huang Xiaohui) / Liu Ling-zsuj (Liu Lingrui) | Mijamoto Hazuki / Mikami Szajaka          | Yu Qian Goh / Elizabeth Cui            |
| 10 m                 | Liu Hszin (Liu Xin)                                            | Laura Marino                              | Ingrid Oliveira                        |
| 10 m szinkron        | Csang Zsuj (Zhang Rui) / Liu Hszin (Liu Xin)                   | Lee Myra Jia Wen / Lim Shen-Yan Freida    | nem adták ki                           |
| vegyes csapatverseny |                                                                |                                           |                                        |
| 3 m szinkron         | Reo Nisida / Mijamoto Hazuki                                   | Jeniffer Fernández / Emanuel Vazquez      | Yu Qian Goh / Anton Down-Jenkins       |
| 10 m szinkron        | Robyn Birch / Matthew Lee                                      | Jonathan Chan / Lim Shen-Yan Freida       | nem adták ki                           |

## A versenyen részt vevő nemzetek
A Grand Prix-n 14 nemzet 70 sportolója – 39 férfi és 31 nő – vett részt, az alábbi megbontásban:
| Részt vevő nemzetek férfi / nő megbontásban | Részt vevő nemzetek férfi / nő megbontásban | Részt vevő nemzetek férfi / nő megbontásban | Részt vevő nemzetek férfi / nő megbontásban | Részt vevő nemzetek férfi / nő megbontásban | Részt vevő nemzetek férfi / nő megbontásban | Részt vevő nemzetek férfi / nő megbontásban | Részt vevő nemzetek férfi / nő megbontásban | Részt vevő nemzetek férfi / nő megbontásban |
| ------------------------------------------- | ------------------------------------------- | ------------------------------------------- | ------------------------------------------- | ------------------------------------------- | ------------------------------------------- | ------------------------------------------- | ------------------------------------------- | ------------------------------------------- |
| nemzet                                      | F                                           | N                                           | nemzet                                      | F                                           | N                                           | nemzet                                      | F                                           | N                                           |
| Brazília                                    | 0                                           | 3                                           | Kanada                                      | 3                                           | 2                                           | Svájc                                       | 2                                           | 1                                           |
| Chile                                       | 2                                           | 2                                           | Kína                                        | 5                                           | 6                                           | Szingapúr                                   | 3                                           | 2                                           |
| Egyesült Királyság                          | 3                                           | 2                                           | Kolumbia                                    | 5                                           | 2                                           | Új-Zéland                                   | 2                                           | 2                                           |
| Franciaország                               | 5                                           | 3                                           | Peru                                        | 3                                           | 1                                           | USA                                         | 2                                           | 1                                           |
| Japán                                       | 2                                           | 3                                           | Puerto Rico                                 | 2                                           | 1                                           |                                             |                                             |                                             |

F = férfi, N = nő

## Versenyszámok

### Férfiak

#### 3 méteres műugrás
| #  | Ország             | Név                            | Selejtező | Selejtező | Középdöntő | Középdöntő | Középdöntő | Középdöntő | Döntő   | Döntő  |
| #  | Ország             | Név                            | Selejtező | Selejtező | A          | A          | B          | B          | Döntő   | Döntő  |
| #  | Ország             | Név                            | Rangsor   | Pontok    | Rangsor    | Pontok     | Rangsor    | Pontok     | Rangsor | Pontok |
| -- | ------------------ | ------------------------------ | --------- | --------- | ---------- | ---------- | ---------- | ---------- | ------- | ------ |
|    | Kolumbia           | Sebastián Morales Mendoza      | 2         | 408,00    | 2          | 409,75     |            |            | 1       | 469,70 |
|    | Kína               | Liu Cseng-ming (Liu Chengming) | 5         | 392,05    |            |            | 2          | 400,90     | 2       | 462,30 |
|    | USA                | Jordan Windle                  | 6         | 358,75    | 1          | 412,35     |            |            | 3       | 424,00 |
| 4  | Egyesült Királyság | James Heatly                   | 3         | 406,60    |            |            | 3          | 400,35     | 4       | 418,50 |
| 5  | Új-Zéland          | Liam Stone                     | 4         | 392,95    | 3          | 367,75     |            |            | 5       | 411,45 |
| 6  | Franciaország      | Matthieu Rosset                | 1         | 415,10    |            |            | 1          | 404,20     | 6       | 391,80 |
|    |                    |                                |           |           |            |            |            |            |         |        |
| 7  | Egyesült Királyság | Freddy Woodward                | 9         | 322,70    |            |            | 4          | 359,60     |         |        |
| 8  | Új-Zéland          | Anton Down-Jenkins             | 7         | 350,75    |            |            | 5          | 357,85     |         |        |
| 9  | Kanada             | Henry McKay                    | 8         | 344,95    | 4          | 351,05     |            |            |         |        |
| 10 | Szingapúr          | Mark Han Ming Lee              | 11        | 309,45    |            |            | 6          | 274,10     |         |        |
| 11 | Szingapúr          | Timothy Han Kuan Lee           | 12        | 307,85    | 6          | 265,00     |            |            |         |        |
| 12 | Franciaország      | Gwendal Bisch                  | 10        | 313,85    | 5          | 335,65     |            |            |         |        |
|    |                    |                                |           |           |            |            |            |            |         |        |
| 13 | Peru               | Daniel Pinto                   | 13        | 279,45    |            |            |            |            |         |        |
| 14 | Kanada             | Bryden Hattie                  | 14        | 278,70    |            |            |            |            |         |        |
| 15 | Kolumbia           | Miguel Reyes                   | 15        | 278,25    |            |            |            |            |         |        |
| 16 | Chile              | Diego Carquin                  | 16        | 271,65    |            |            |            |            |         |        |
| 17 | Svájc              | Fabian Stepinski               | 17        | 257,25    |            |            |            |            |         |        |
| 18 | Puerto Rico        | Dylan Marin                    | 18        | 239,60    |            |            |            |            |         |        |
| 19 | Chile              | Donato Neglia                  | 19        | 234,00    |            |            |            |            |         |        |
| 20 | Kína               | Csen Lin-haj (Chen Linhai)     | 20        | 230,65    |            |            |            |            |         |        |
| 21 | Puerto Rico        | Emanuel Vázquez                | 21        | 205,60    |            |            |            |            |         |        |
| 22 | Peru               | Facundo Meza                   | 22        | 201,80    |            |            |            |            |         |        |

#### 3 méteres szinkronugrás
| # | Ország             | Név                                               | Pontok |
| - | ------------------ | ------------------------------------------------- | ------ |
|   | Egyesült Királyság | James Heatly / Freddy Woodward                    | 372,72 |
|   | Kolumbia           | Sebastián Morales Mendoza / Alejandro Arias Muñoz | 361,17 |
|   | Új-Zéland          | Anton Down-Jenkins / Liam Stone                   | 345,60 |
| 4 | Franciaország      | Matthieu Rosset / Antoine Catel                   | 343,92 |
| 5 | Szingapúr          | Timothy Han Kuan Lee / Mark Han Ming Lee          | 330,12 |
| 6 | Chile              | Diego Carquin / Donato Neglia                     | 307,77 |
| 7 | Svájc              | Jan Wermelinger / Fabian Stepinski                | 288,57 |

#### 10 méteres toronyugrás
| #  | Ország             | Név                         | Selejtező | Selejtező | Középdöntő | Középdöntő | Középdöntő | Középdöntő | Döntő   | Döntő  |
| #  | Ország             | Név                         | Selejtező | Selejtező | A          | A          | B          | B          | Döntő   | Döntő  |
| #  | Ország             | Név                         | Rangsor   | Pontok    | Rangsor    | Pontok     | Rangsor    | Pontok     | Rangsor | Pontok |
| -- | ------------------ | --------------------------- | --------- | --------- | ---------- | ---------- | ---------- | ---------- | ------- | ------ |
|    | Egyesült Királyság | Matthew Lee                 | 4         | 349,35    | 1          | 438,25     |            |            | 1       | 492,95 |
|    | Kína               | Hszü Cö-vej (Xu Zewei)      | 1         | 446,85    |            |            | 1          | 415,45     | 2       | 484,85 |
|    | Kína               | Taj Hsziao-hu (Tai Xiaohu)  | 2         | 440,35    | 2          | 400,55     |            |            | 3       | 408,95 |
| 4  | Franciaország      | Loïs Szymczak               | 6         | 339,35    | 3          | 321,75     |            |            | 4       | 400,55 |
| 5  | Franciaország      | Alexis Jandard              | 9         | 327,50    |            |            | 2          | 361,30     | 5       | 371,60 |
| 6  | Szingapúr          | Jonathan Chan               | 7         | 330,55    |            |            | 3          | 340,00     | 6       | 332,05 |
|    |                    |                             |           |           |            |            |            |            |         |        |
| 7  | Japán              | Reo Nisida                  | 3         | 352,65    |            |            | 4          | 332,70     |         |        |
| 8  | Japán              | Hagita Takuma               | 5         | 340,00    |            |            | 5          | 307,70     |         |        |
| 9  | Svájc              | Jan Wermelinger             | 10        | 325,85    | 4          | 306,50     |            |            |         |        |
| 10 | Kolumbia           | Juan Sebastián Reyes Abadía | 11        | 292,80    |            |            | 6          | 266,40     |         |        |
| 11 | Kolumbia           | Erick Caicedo Ruiz          | 8         | 328,55    | 5          | 251,70     |            |            |         |        |
| 12 | Puerto Rico        | Dylan Marin                 | 12        | 196,70    | 6          | 234,15     |            |            |         |        |
|    |                    |                             |           |           |            |            |            |            |         |        |
| 13 | USA                | Ryan Hawkins                | 13        | DNF       |            |            |            |            |         |        |
| 14 | Kanada             | Rylan Wiens                 | 14        | DNF       |            |            |            |            |         |        |

____
Magyarázat:
• DNF = nem fejezi be

#### 10 méteres szinkronugrás
| # | Ország        | Név                                                 | Pontok |
| - | ------------- | --------------------------------------------------- | ------ |
|   | Kína          | Taj Hsziao-hu (Tai Xiaohu) / Hszü Cö-vej (Xu Zewei) | 421,08 |
|   | USA           | Jordan Windle / Ryan Hawkins                        | 355,41 |
|   | Kolumbia      | Juan Sebastián Reyes Abadía / Erick Caicedo Ruiz    | 353,58 |
| 4 | Franciaország | Alexis Jandard / Loïs Szymczak                      | 321,66 |

### Nők

#### 3 méteres műugrás
| #  | Ország             | Név                              | Selejtező | Selejtező | Középdöntő | Középdöntő | Középdöntő | Középdöntő | Döntő   | Döntő  |
| #  | Ország             | Név                              | Selejtező | Selejtező | A          | A          | B          | B          | Döntő   | Döntő  |
| #  | Ország             | Név                              | Rangsor   | Pontok    | Rangsor    | Pontok     | Rangsor    | Pontok     | Rangsor | Pontok |
| -- | ------------------ | -------------------------------- | --------- | --------- | ---------- | ---------- | ---------- | ---------- | ------- | ------ |
|    | Kína               | Csen Ji-ven (Chen Yiwen)         | 1         | 328,95    |            |            | 1          | 338,20     | 1       | 356,60 |
|    | Kína               | Huang Hsziao-huj (Huang Xiaohui) | 2         | 297,30    | 1          | 347,20     |            |            | 2       | 324,30 |
|    | Japán              | Kaneto Rin                       | 5         | 269,15    |            |            | 3          | 265,95     | 3       | 295,20 |
| 4  | Japán              | Mijamoto Hazuki                  | 10        | 228,30    | 2          | 277,50     |            |            | 4       | 228,60 |
| 5  | Brazília           | Luana Lira                       | 9         | 264,55    |            |            | 4          | 265,00     | 5       | 213,35 |
| 6  | Új-Zéland          | Elizabeth Cui                    | 6         | 248,10    | 3          | 260,30     |            |            | 6       | 198,00 |
|    |                    |                                  |           |           |            |            |            |            |         |        |
| 7  | USA                | Olivia Rosendahl                 | 3         | 293,50    |            |            | 2          | 286,20     |         |        |
| 8  | Puerto Rico        | Jeniffer Fernández González      | 8         | 235,80    | 4          | 241,20     |            |            |         |        |
| 9  | Kanada             | Margo Erlam                      | 7         | 240,50    |            |            | 5          | 238,60     |         |        |
| 10 | Svájc              | Vivian Barth                     | 12        | 215,55    | 5          | 222,15     |            |            |         |        |
| 11 | Egyesült Királyság | Millie Fowler                    | 11        | 217,35    |            |            | 6          | 203,25     |         |        |
| 12 | Kolumbia           | Diana Isabel Pineda Zuleta       | 4         | 273,85    | 6          | 163,15     |            |            |         |        |
|    |                    |                                  |           |           |            |            |            |            |         |        |
| 13 | Kanada             | Elaena Dick                      | 13        | 208,90    |            |            |            |            |         |        |
| 14 | Chile              | Mayte Salinas Límaco             | 14        | 205,45    |            |            |            |            |         |        |
| 15 | Új-Zéland          | Yu Qian Goh                      | 15        | 201,60    |            |            |            |            |         |        |
| 16 | Chile              | Wendy Espina                     | 16        | 184,20    |            |            |            |            |         |        |
| 17 | Franciaország      | Clara Della Vedova               | 17        | 181,70    |            |            |            |            |         |        |

#### 3 méteres szinkronugrás
| # | Ország    | Név                                                            | Pontok |
| - | --------- | -------------------------------------------------------------- | ------ |
|   | Kína      | Huang Hsziao-huj (Huang Xiaohui) / Liu Ling-zsuj (Liu Lingrui) | 312,90 |
|   | Japán     | Mijamoto Hazuki / Mikami Szajaka                               | 256,68 |
|   | Új-Zéland | Yu Qian Goh / Elizabeth Cui                                    | 237,60 |
| 4 | Chile     | Mayte Salinas Límaco / Wendy Espina                            | 194,40 |

#### 10 méteres toronyugrás
| #  | Ország             | Név                    | Selejtező | Selejtező | Középdöntő | Középdöntő | Középdöntő | Középdöntő | Döntő   | Döntő  |
| #  | Ország             | Név                    | Selejtező | Selejtező | A          | A          | B          | B          | Döntő   | Döntő  |
| #  | Ország             | Név                    | Rangsor   | Pontok    | Rangsor    | Pontok     | Rangsor    | Pontok     | Rangsor | Pontok |
| -- | ------------------ | ---------------------- | --------- | --------- | ---------- | ---------- | ---------- | ---------- | ------- | ------ |
|    | Kína               | Liu Hszin (Liu Xin)    | 2         | 315,35    | 1          | 335,15     |            |            | 1       | 340,60 |
|    | Franciaország      | Laura Marino           | 7         | 257,85    |            |            | 3          | 276,45     | 2       | 283,70 |
|    | Brazília           | Ingrid Oliveira        | 5         | 299,65    |            |            | 1          | 283,25     | 3       | 275,35 |
| 4  | Kína               | Csang Zsuj (Zhang Rui) | 6         | 295,90    | 2          | 307,60     |            |            | 4       | 251,20 |
| 5  | Szingapúr          | Lim Shen-Yan Freida    | 10        | 243,65    | 3          | 296,00     |            |            | 5       | 231,95 |
| 6  | Kanada             | Elaena Dick            | 11        | 243,40    |            |            | 2          | 282,00     | 6       | 208,50 |
|    |                    |                        |           |           |            |            |            |            |         |        |
| 7  | USA                | Olivia Rosendahl       | 12        | 231,84    | 4          | 276,05     |            |            |         |        |
| 8  | Brazília           | Giovanna Pedroso       | 9         | 245,80    |            |            | 4          | 272,90     |         |        |
| 9  | Egyesült Királyság | Robyn Birch            | 4         | 302,00    | 5          | 270,70     |            |            |         |        |
| 10 | Japán              | Mikami Szajaka         | 3         | 312,00    |            |            | 5          | 263,30     |         |        |
| 11 | Japán              | Kaneto Rin             | 1         | 326,40    |            |            | 6          | 259,15     |         |        |
| 12 | Kanada             | Margo Erlam            | 8         | 251,50    | 6          | 249,35     |            |            |         |        |
|    |                    |                        |           |           |            |            |            |            |         |        |
| 13 | Franciaország      | Maissam Naji           | 13        | 227,05    |            |            |            |            |         |        |
| 14 | Kolumbia           | Carolina Murillo Urrea | 14        | 224,15    |            |            |            |            |         |        |

#### 10 méteres szinkronugrás
| # | Ország    | Név                                          | Pontok |
| - | --------- | -------------------------------------------- | ------ |
|   | Kína      | Csang Zsuj (Zhang Rui) / Liu Hszin (Liu Xin) | 304,86 |
|   | Szingapúr | Lee Myra Jia Wen / Lim Shen-Yan Freida       | 246,84 |

### Vegyes csapatverseny

#### Vegyes 3 méteres szinkronugrás
| # | Ország             | Név                                           | Pontok |
| - | ------------------ | --------------------------------------------- | ------ |
|   | Japán              | Reo Nisida / Mijamoto Hazuki                  | 245,04 |
|   | Puerto Rico        | Jeniffer Fernández González / Emanuel Vazquez | 239,04 |
|   | Új-Zéland          | Yu Qian Goh / Anton Down-Jenkins              | 211,50 |
| 4 | Egyesült Királyság | Freddy Woodward / Millie Fowler               | 200,40 |
| 5 | Peru               | Josué Molina Gutierrez / Daniela Luna Mendez  | 180,45 |
| 6 | Svájc              | Vivian Barth / Jan Wermelinger                | 166,86 |

#### Vegyes 10 méteres szinkronugrás
| # | Ország             | Név                                 | Pontok |
| - | ------------------ | ----------------------------------- | ------ |
|   | Egyesült Királyság | Robyn Birch / Matthew Lee           | 281,76 |
|   | Szingapúr          | Jonathan Chan / Lim Shen-Yan Freida | 254,52 |